# Лагодівка (Баштанський район)
Ла́годівка — село в Україні, у Казанківській селищній громаді Баштанського району Миколаївської області. Населення становить 282 особи.